# Beatriz Espejo
Beatriz Espejo (Veracruz, México, 19 de septiembre de 1939) es una escritora y profesora mexicana con trayectoria en la creación literaria y la enseñanza universitaria. Estudió el doctorado en Letras en la Facultad de Filosofía y letras de la UNAM. Es investigadora en la Universidad Nacional Autónoma de México.

## Biografía

### Actividades laborales
En 1959 fue fundadora y directora de la revista El rehilete, formada por un equipo de mujeres y se mantuvo durante diez años.
Su primer empleo en la UNAM fue en el CEPE, (Centro de Enseñanza para Extranjeros), al cual llegó por invitación de Antonio Castro Leal. Donde trabajó de 1965 a 1970, fue becaria del Centro Mexicano de Escritores; vicepresidenta de la Asociación de Escritores de México; jefa de acción educativa del Departamento del Distrito Federal.

## Estilo literario
Su teoría es: “se debe escribir sobre lo que se conoce”, la trama de su trabajo no forma parte de una tendencia de época, a lo único que se ha inclinado fuertemente es a la condición de mujer; ella se reconoce como creadora de una obra femenina, no feminista. Su narrativa aborda la condición de las mujeres en conflicto por su vida profesional, su condición existencial y afectiva. Desde diversos estilos como el costumbrismo y el realismo crítico ha dado orden a todo aquello que persistentemente la inspira como la nostalgia y las relaciones conflictivas, con ellas da forma a los sentimientos que gestan la vida y la realidad por medio de un tejido exquisito representado en su prosa. 
Sobre el propósito que se plantea para escribir dice: “Aspiro sólo a conseguir algunos textos bien urdidos, interesantes, y trabajo con humildad y soberbia. Humildad porque una mínima lucidez nos obliga a compararnos con los grandes maestros. Soberbia porque sigo escribiendo”. En 2001, el municipio de Oxkutzcab, Yucatán, (de donde es originaria su familia) creó el Premio Nacional de Cuento Beatriz Espejo.

## Premios y reconocimientos
- Premio Nacional de Periodismo en 1983.
- Premio Magda Donato en 1987.
- Premio Bellas Artes de Narrativa Colima para Obra Publicada 1993.

- Premio Nacional de Cuento San Luis Potosí 1996.

- En 2009 le fue otorgada la Medalla de Oro de Bellas Artes en un homenaje que le organizó CONACULTA como reconocimiento a sus más de 50 años de creación narrativa, a sus aportaciones a las letras mexicanas y por sus 70 años de vida.

- Premio Estatal de Cuento "Beatriz Espejo". Tlaxcala. Consejo Nacional para la Cultura y las Artes, Instituto Tlaxcalteca de Cultura.
- En 2018 recibió el Premio Bellas Artes de Literatura Inés Arredondo.[3]
- Premio Nacional de Arte y Literatura en el campo de Lingüística y Literatura, 2023.[4]

## Obras

### Narrativos
- La otra hermana, 1958, México, Cuadernos del Unicornio 1.
- Muros de azogue, 1979, México, Diógenes.
- El cantar del pecador, 1993, México, Siglo XXI.
- La hechicera, 1995, México, IMC, Cuadernos de Malinalco.
- Alta costura, 1997, México, Tusquets, Andanzas.
- Todo lo hacemos en familia, 2001, México, Aldus/La torre inclinada.
- Cuentos reunidos, 2004, México, FCE, Letras Mexicanas.
- Marilyn en la cama y otros cuentos, 2004, México, Nueva Imagen.
- El ángel de mármol (Antología personal), 2008, México, Universidad Veracruzana.

## En colaboración
- Los siete pecados capitales (colectivo), 1989, México, CNCA/INBA/SEP.
- Atrapadas en la madre, (Antología), 2007, México, Alfaguara.
- Mujeres engañadas, (Antología), 2004, México, Alfaguara.
- Atrapadas en la cama, (Antología), 2002, México, Punto de Lectura.

## Textos para niños
- Beatriz y el Almirante, 2003, México, Santillana.
- Traer a cuento, 2002, México, Santillana.

## Ensayos
- Biografía de Leonardo da Vinci, Cuadernos de lectura popular, México, SEP, 1967.
- "Escultura" y "Pintura", en Enciclopedia de México.
- "La prosa española de los siglos XVI y XVII", México, UNAM, 1971.
- "La marquesa Calderón de la Barca", Evocación de mujeres ilustres, México, 1980.
- Julio Torri, voyerista desencantado, México, Diana-UNAM, 1987.
- "Oficios y menesteres", Molinos del Viento, México, UAM, 1987.
- "Historia de la pintura mexicana", 3 tomos, México,  Armonía 1989.
- "Palabra de honor",  México, Gobierno del Estado de Tabasco-ICT.1990.
- "De cuerpo entero: Viejas fotografías (autobiografía)",  México, UNAM-Corunda, 1991.
- "En religiosos incendios",  México, UNAM, 1995.
- "José García Ocejo",  México, CONACULTA, 2000.
- "Seis niñas ahogadas en una gota de agua",  México, DEMAC, 2009.
- "Historia y belleza de Valle de Bravo", México, DGE-Equilibrista.2009.

## Traducción
- En una pensión alemana, de Katherine Mansfield, 1990, México, Trillas.¨